# Rhabditis oxyuris
Rhabditis oxyuris is een rondwormensoort uit de familie van de Rhabditidae. De wetenschappelijke naam van de soort is voor het eerst geldig gepubliceerd in 1862 door Claus.